# Clickbait

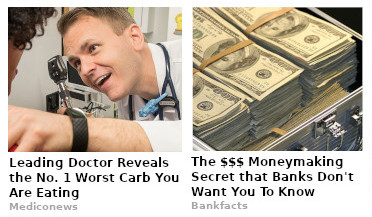
Clickbait jako reklama

Clickbait (z ang. click, kliknutí a bait, návnada, tedy návnada na kliknutí) je většinou poutavý titulek, který nutí čtenáře na něj kliknout. Může se jednat o titulek, který má pouze lidi nalákat a po prokliknutí se sice návštěvník většinou nic, co bylo slíbené v titulku, nedozví, nicméně zvýšil návštěvnost webu, a to i v případě, že web ihned opustil. V takovém případě podvedení uživatelé většinou odcházejí s negativní emocí pryč a nechtějí se vracet.
Může jít ale i o titulek, který poutá na něco, co se na webu / ve videu / v článku návštěvník dozví. Titulek nebo upoutávka cíleně využívá tzv. mezery zvědavosti (curiosity gap), aby vzbudil u čtenářů webu zájem a navnadil je na další informace. Poskytuje pouze střípek informací, dostatečný k vyvolání zvědavosti, ale nestačí k jejímu úplnému uspokojení. To pak čtenáře pohání k tomu, aby klikli na odkaz a dozvěděli se více v propojeném obsahu. Úspěch clickbaitu tkví v lidské zvědavosti, řadíme ho mezi dezinformace s ekonomickou motivací.
Clickbaity se často vyskytují na sociálních sítích jako Facebook nebo YouTube, v bulvárních médiích a na některých zpravodajských serverech, jako například Buzzfeed, Upworthy či EliteDaily.
S clickbaitem souvisí i jev zvaný linkbait, který má člověka přimět sdílet nějaký webový obsah na sociální síti.

## Forma
Titulek či popisek clickbaitu může mít specifickou formu. Příklady:
- Neuvěříte, co se stalo, když … .
- Nejdřív ji nebrali vážně. Ale to, co udělala potom, vás šokuje / vám vyrazí dech.
- Trápí vás … ? / Nesnášíte … ? / Nebaví vás … ? S těmito X triky / produkty to zvládnete.
- Nejsnáze se zbavíte … , když budete … .
- Tuhle věc byste měli / by měl každý dělat pro / abyste vyřešili … .
- Dietologové ho nenávidí. Tento muž zatočil s nadváhou tak, že … .
- Šok pro celou ČR. Podívejte se co... .

Nebo, v méně zjevné verzi, se jedná o běžnou větu, která (jakoby náhodou) končí výpustkou těsně před samotnou odpovědí, s kterou by nebylo nutno klikat na daný článek.
Titulky, které mají navnadit čtenáře, používala bulvární média ještě před zavedením tohoto pojmu, a to i v tištěné podobě. Zaměřuje se na fámy, klevety, záhady, zajímavosti a povrchní senzace (pěna dnů). U drbů a pomluv o celebritách se tabloidy zaměřují na tělesnou stránku celebrit, u žen řeší výstřihy a vyzývavost modelů, které zvolily, na gala událostech (doplněné fotkami) nebo (v nadpisech) nadužívají slov jako šokující, sex a podobně.
Clikbait může být i přizpůsoben čtenáři, pokud server dokáže zjistit něco o uživateli, který si stránky načetl. Příkladem mohou být články o tom, že nějaký slavný zpěvák/zpěvačka bude brzy koncertovat v městě čtenáře (server lokalizoval umístění webového browseru). Pro lživé novinářské praktiky se i v češtině používá pojmenování fake news.

## Clickbait spoiler
Existuje několik snah clickbaity potlačovat, asi nejvýrazněji na Twitteru (účty jako @ClickBaitSpoilr, @ArticleSpoiler, @HuffPoSpoilers, @SavedYouAClick), které tweetují clickbaitové články včetně stručného textu, který čtenáři dá odpověď, aniž by na ten který článek musel klikat.

## Ragebait
Obdobného principu jako Clickbait využívá Ragebait nebo Hatebait. Jedná se o emotivně vyznívající titulky, které mají nalákat čtenáře jiného názorového spektra, aby pod vlivem negativní emoce na článek klikli. Že mají texty vyvolávající emoce větší počty sdílení a komentářů na sociálních sítích, prokázala studie University of Pennsylvania. Nadužívání takových titulků nicméně vytváří u jedinců averzi k danému médiu a vůči jeho titulkům se stává imunním.